# یک‌راست به دل
یک‌راست به دل (لهستانی: Prosto w serce) یک مجموعهٔ احساسی لهستانی است که در سال ۲۰۱۱ منتشر شد.

## گزیدهٔ بازیگران
- آنا موخا
- فیلیپ بوبک
- ماوگوژاتا سُخا
- یان الکساندروویچ-کراسکو
- گژگوش ماوتسکی
- یاتسک براچیاک
- آگنیشکا شینکیه‌ویچ
- آگاتا کولشا
- کشیشتف استلماژیک
- مارتا شچیسوویچ
- الکساندرا کیسیو
- میخاو رولنیتسکی
- سیلویا بورونی
- اوا کاسپژیک
- آگنیشکا وسینسکا
- ایزابلا دونبروفسکا
- بئاتا کافکا
- میخاو مِـیِر
- بارتوش ابوخوویچ
- پیوتر ماخالیتسا
- آرتور پونتک
- توماش ماندس
- کشیشتوف کفیاتکوفسکی
- دوبرومیر دیمتسکی
- سواومیر
- پاوئو دوماگاوا
- باربارا لائوکس
- مونیکا گوژجیک
- پیوتر نواک
- گژگوش پشیبیو
- ووجیمیش آدامسکی